# Walerian Montelupi
Walerian Montelupi (Wilczogórski, ur. 1543, zm. 6 grudnia 1613) – zamożny kupiec krakowski.
W 1579 uzyskał od króla Stefana Batorego przywilej ułatwiający działalność gospodarczą bez potrzeby przyjmowania prawa miejskiego krakowskiego.Od 1600 kierował pocztą polską. W 1609 sprowadził do Krakowa bonifratrów zapisując im kamienicę przy ul. św. Jana - powstał w tym miejscu kościół św. Urszuli, wokół którego zorganizowano pierwszy konwent tego zakonu w Polsce. Pierwszym przeorem został brat Melchior Bonawentura.